# L'Upupa und der Triumph der Sohnesliebe

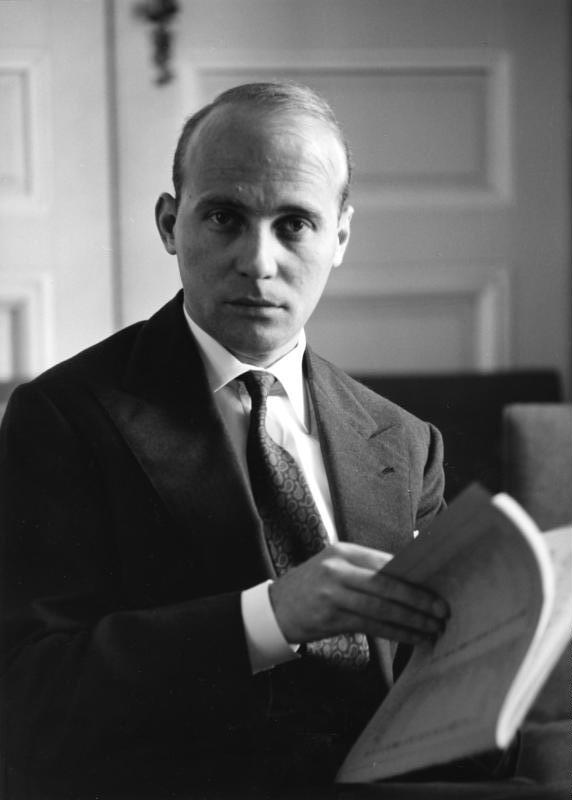
Hans Werner Henze

L'Upupa und der Triumph der Sohnesliebe (Härfågeln och den sonliga kärlekens triumf) är en opera med musik av Hans Werner Henze och libretto av kompositören efter arabiska och persiska legender. Detta var Henzes femtonde (och enligt egen utsaga sista) opera och den första där han hade skrivit sitt eget libretto.
Operan hade premiär på Festspelen i Salzburg den 12 augusti 2003 i en samproduktion med Deutsche Oper Berlin och Teatro Real i Madrid, iscensatt av Dieter Dorn och dekorer utförda av Jürgen Rose. Till premiären var det tänkt att Christian Thielemann skulle dirigera och Ian Bostridge sjunga rollen som "Demonen", men i deras ställen dirigerade Markus Stenz och John Mark Ainsley sjöng.
Kritiker noterade stilistiska alluderingar till Alban Bergs och Igor Stravinskijs musik, liksom till operorna Die Entführung aus dem Serail, Trollflöjten, Die Frau ohne Schatten, Tristan och Isolde och Parsifal.

## Personer
| Roller | Stämma       | Premiärbesättning den 12 augusti 2003 (Dirigent: Markus Stenz) |
| --- | ------------ | -------------------------------------------------------------- |
| Badi'aet el-Hosn wal Dschamal, en judisk flicka                                                               | sopran       | Laura Aikin                                                    |
| Demonen | tenor        | John Mark Ainsley                                              |
| Al Radshi (den gamle mannen känd som den ‘Excentriske änklingen’) Storvesir av Manda, De svarta babianernas ö | baryton      | Alfred Muff                                                    |
| Malik, den gamle sultanen av Pati                                                                             | mezzosopran  | Hanna Schwarz                                                  |
| Dijab, Kipunganis gamle tyrann                                                                                | bas          | Günther Missenhardt                                            |
| Al Kasim (‘Den givmilde’), Al Radshis yngste son                                                              | baryton      | Matthias Goerne                                                |
| Adschib (‘Vägvisaren’), en annan son, en odugling                                                             | countertenor | Axel Köhler                                                    |
| Gharib (‘Den opålitlige’), ytterligare en son, en slug räv                                                    | bas          | Anton Scharinger                                               |
| Trädgårdsarbetare, florister, vakter, nubiska soldater och tre gnomer                                         |              |                                                                |

Rollen som "den namnlöse diktatorn" är varken sedd eller hörd,

## Handling
Den gamle Al Radshi, som bor i staden Manda, ön tillhörande de svarta babianerna, beklagar saknaden av sin gyllene fågel - en härfågel som brukade besöka honom varje dag. Al Radshi sträckte en gång ut handen för att röra härfågeln, varpå den flydde sin väg. Sedan dess har fågeln inte setts av. Al Radshi ber sina tre söner att ge sig av för att finna härfågeln. Två av sönerna är opålitliga och lata, men den tredje, Al Kasim, är ärlig och modig. Al Kasin är den ende som ger sig av för att leta upp härfågeln.  
Al Kasim finner fågeln med hjälp av en demon, som är en fallen ängel med sönderslitna vingar. Han har blivit bannlyst från himlen på grund av ett okänt brott. Al Kasim måste sedan finna och rädda den tillfångatagna prinsessan Badi'eat el-Hosn. Han gör detta och förälskar sig i henne. Hans nästa uppdrag blir att finna en magisk kista.
Efter att Al Kasim har lyckats med sina tre uppdrag kommer hans två bröder och kastar ned Al Kasim och Badi'aet el-Hosn i en brunn a well. Bröderna återvänder till fadern och tar åt sig äran av Al Kasims handlingar. Men Al Kasim och Badi'aet el-Hosn räddas. Bröderna utvisas från ön. Al Kasim kan dock inte gifta sig med Badi'aet el-Hosn förrän han har utfört ytterligare ett storverk. Operan slutar utan att ge svar på frågan huruvida Al Kasim och Badi'aet el-Hosn förenas i slutet.

## Kritik
Kritikern i The Times skrev: "Årets hetaste nyhet på Festspelen i Salzburg är varken någon av de tre Mozartoperorna, utan världspremiären av Hans Werner Henzes senaste scenverk L'Upupa und der Triumph der Sohnesliebe." och fortsatte: "Detta actionspäckade scenario kan verka komplext, men den uppstår från en magisk enkelhet och enastående visuell skönhet signerad regissören Dieter Dorn och scenografen Jürgen Rose. En klarhet som även Henze åstadkommer i vad som måste vara hans mest rikaste och mest förtjusande opera hittills."

## Inspelningar
Det finns en inspelning på DVD från originaluppsättningen i Salzburg 2003 med Matthias Goerne, Laura Aikin, John Mark Ainsley, Alfred Muff och Markus Stenz dirigerande Wienerfilharmonikerna och kör från Wiener Staatsoper (EuroArts 2053929).